# بخش دالس-اد
بخش دالس-اد (به سوئدی: Dals-Eds kommun) یک ناحیه شهری در سوئد است که در شهرستان وسترا گوتلاند واقع شده‌است.